# Jack Russell
Jack Russell (Montebello, 5 de diciembre de 1960-California, 15 de agosto de 2024) fue un cantante de rock estadounidense.

## Biografía
Fue uno de los fundadores de la banda Great White. Sus primeras influencias fueron los vocalistas Robert Plant y Steven Tyler.
Luego de conocer al guitarrista Mark Kendall en un concierto, fundó la banda Dante Fox, que sería la primera versión de Great White.
Debido a problemas legales con sus antiguos compañeros, Jack formó la agrupación Jack Russell’s Great White, con la que giraba regularmente por los Estados Unidos.
En 2003, durante un concierto con su banda, un espectáculo pirotécnico provocó un incendio en el que murieron 100 personas, entre ellas el guitarrista del grupo.
El 17 de julio de 2024, Jack Russell anunció que se retiraba de las giras y reveló que se le había diagnosticado demencia con cuerpos de Lewy.
Jack Russell falleció el 7 de agosto de 2024 a la edad de 63 años en casa de un familiar en el sur de California, por complicaciones de la demencia de cuerpos de Lewy y atrofia del sistema muscular.

## Discografía

### Great White
- 1984: Great White
- 1986: Shot in the dark
- 1987: Once bitten...
- 1989: ...Twice shy
- 1991: Hooked
- 1992: Psycho City
- 1994: Sail away
- 1996: Let it rock
- 1999: Can’t get there from here
- 2007: Back to the rhythm
- 2009: Rising.

### Jack Russell's Great White
- 2017: He saw it comin’.